# Waldemar Babinicz
Leon Waldemar Babinicz (ur. 13 sierpnia 1902 w Kowlu, zm. 22 kwietnia 1969 w Lublinie) – polski publicysta, reportażysta, pisarz i pedagog; regionalista i etnograf amator; działacz kulturalny. 

## Życiorys
Był synem notariusza Stanisława i Marii z Finów. W rodzinnym Kowlu Waldemar ukończył szkołę powszechną, a po przeniesieniu się rodziny do Chełma, ukończył tam gimnazjum. Znaczny wpływ na postawę społeczną i zainteresowania młodego Babinicza wywarł w tym okresie dyrektor szkoły, Wiktor Ambroziewicz. Pod jego namowami organizował Koło Młodzieży Narodowej, należał też do Sokoła, Straży Kresowej i POW, silnie wiążąc się z ideami Józefa Piłsudskiego. 
Początkowo studiował polonistykę na Katolickim Uniwersytecie Lubelskim, po czym przeniósł się na Uniwersytet Wileński, gdzie w 1926 uzyskał tytuł magistra. Do 1933 pracował jako nauczyciel języka polskiego i francuskiego, kolejno w gimnazjum we Frampolu, w Szkole Rolniczej w Sobieszynie, szkole lotniczej w Dęblinie i marynarki w Toruniu. W Toruniu został prezesem ZNP, aktywnie związał się również z PZZ.
Zadebiutował w roku 1935 jako publicysta w czasopiśmie. W 1936 przeniósł się do Warszawy, gdzie pracował głównie jako publicysta "Dziennika Porannego". Tam też został sekretarzem redakcji. Publikował w wielu innych pismach, współpracował też z PR. We wrześniu 1939 wyjechał do Wilna, rodzinnego miasta żony, aby uniknąć prześladowań (jako działacz PZZ został umieszczony na listach proskrypcyjnych gestapo). Po zajęciu przez Niemcy Litwy w 1941 schronił się wraz z żoną we wsi pod Jędrzejowem. Tam oboje prowadzili konspiracyjne nauczanie, założywszy w 1942 UL w Jeziorkach.
W 1945 założył UL w Pawłowicach k. Sędziszowa, na którym wykładali m.in. Fr. Bujak, J. Feldman, St. Pigoń, B. Pniewski i K. Nitsch. W okresie stalinowskim, od 1952 roku, w z racji rozwiązania uniwersytetów ludowych, jako reliktu "wsteczniackiego agraryzmu", przeniósł się do pobliskiej Rożnicy, gdzie utworzył Liceum Kulturalno-Oświatowe kształcące w kierunku teatralnym. Został w nim dyrektorem. W wyniku zezwolenia władz na działalność UL, w 1958 przywrócono go pod kierownictwo Babinicza, tym razem w Rożnicy. Obie placówki ściśle ze sobą współpracowały. Dzięki jego osobistej energii UL odwiedzali m.in. Julian Przyboś, Stanisław Wygodzki, Władysław Broniewski, Ernest Bryll, Anna Kamieńska oraz Igor Newerly. Pomimo wykorzystywania tradycyjnej kultury ludowej w celach propagandowych, starał się utrzymać ją w związku z lokalną społecznością wsi oczyszczając z indoktrynacyjnych naleciałości. W związku z tym w 1968 obie prowadzone przez niego szkoły zostały zamknięte. Od tego czasu przebywał w Nałęczowie.

## Publicystyka  i pisarstwo
Równolegle z działalnością pedagogiczną publikował, w prasie codziennej, pismach chłopskich, nauczycielskich i kulturalnych (m.in. w "Argumentach", "Kwartalniku Historycznym", "Odrze" i "Teatrze Ludowym"), a od 1954 zajął się też twórczością literacką. Był prozaikiem pozostawiając po sobie blisko 20 dzieł. W swoich tekstach dużo miejsca przeznaczył przemianom kulturalnym i obyczajowym polskiej wsi po II wojnie światowej. W Listach z parafii (1961, pierwotnie publikowane w odcinkach w "Życiu Literackim"), opisał żywym, humorystycznym językiem zderzenie cywilizacyjne miasta z polską wsią w okresie "postępowych przeobrażeń".

## Nagrody i odznaczenia
- 1964: nagroda WRN w Kielcach[1]
- 1965: nagroda Ministra Kultury i Sztuki II stopnia za upowszechnianie kultury[1]
- 1967: Medal Komisji Edukacji Narodowej[2]

### Dzieła
- 1954: Zapalone pochodnie (opowiadania)
- 1955:
  - Ekipa (powieść)
  - Szeroki świat
- 1956: Przygody w świetlicy (opowiadania)[1]
- 1959: Listy z parafii (reportaże)
- 1960: Złota woda (powieść)[1]
- 1961: Apostołowie (opowiadania)
- 1962:
  - Złota woda (powieść)
  - Obecny (powieść)
- 1963: Za ścianą (opowiadania)
- 1965: 
  - Działęż (powieść)
  - Egzamin dojrzałości (opowiadania)
  - O babkach, nugatach i dziwnej antyfonie (reportaże i opowiadania)
  - Rówieśnicy (powieść)
- 1966: Ludzie to powiedzieli (opowieść)
- 1967: 
  - Drzazgi (powieść)
  - Fontanna (powieść)
- 1968: Zaczarowane laski (opowiadania)
- 1970: Wyznania po ślubie (powieść)
- 1971: Biesiady z kumplami
- 1972: Prawo do wyboru